# On Dangerous Ground (film fra 1917)
On Dangerous Ground er en amerikansk stumfilm fra 1917 af Robert Thornby.

## Medvirkende
- Carlyle Blackwell som Howard Barton
- Gail Kane som Louise
- Stanhope Wheatcroft som Hugo Grossman
- William Bailey som Ritter Boehm
- Frank Leigh som Trapadoux